# Estadio Flamurtari
El estadio Flamurtari (en albanés: Stadiumi Flamurtari) es un estadio de fútbol de Vlorë, Albania. Tiene una capacidad para 13 000 espectadores y es sede del equipo local del KS Flamurtari Vlorë.

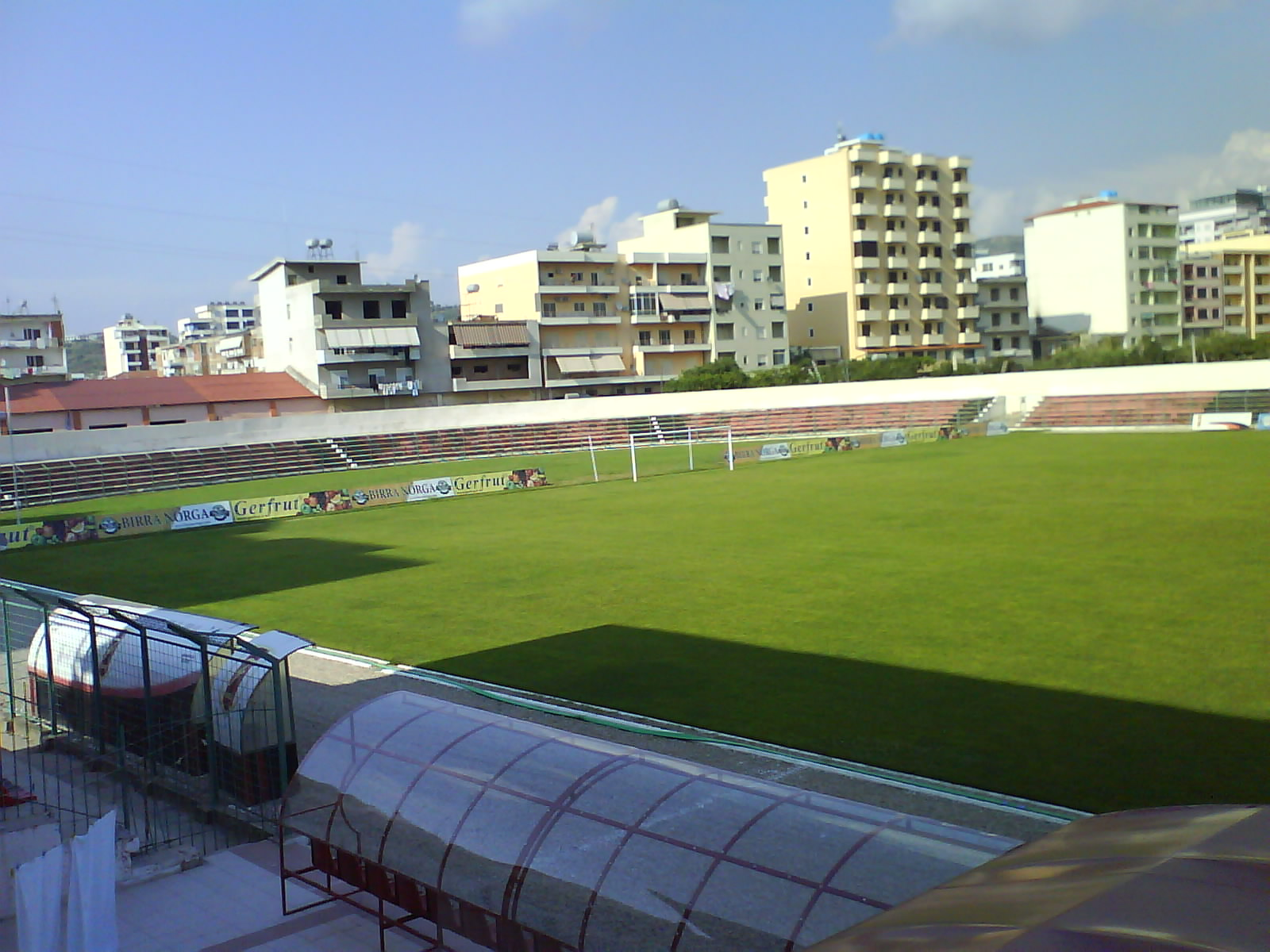
Tribuna norte.
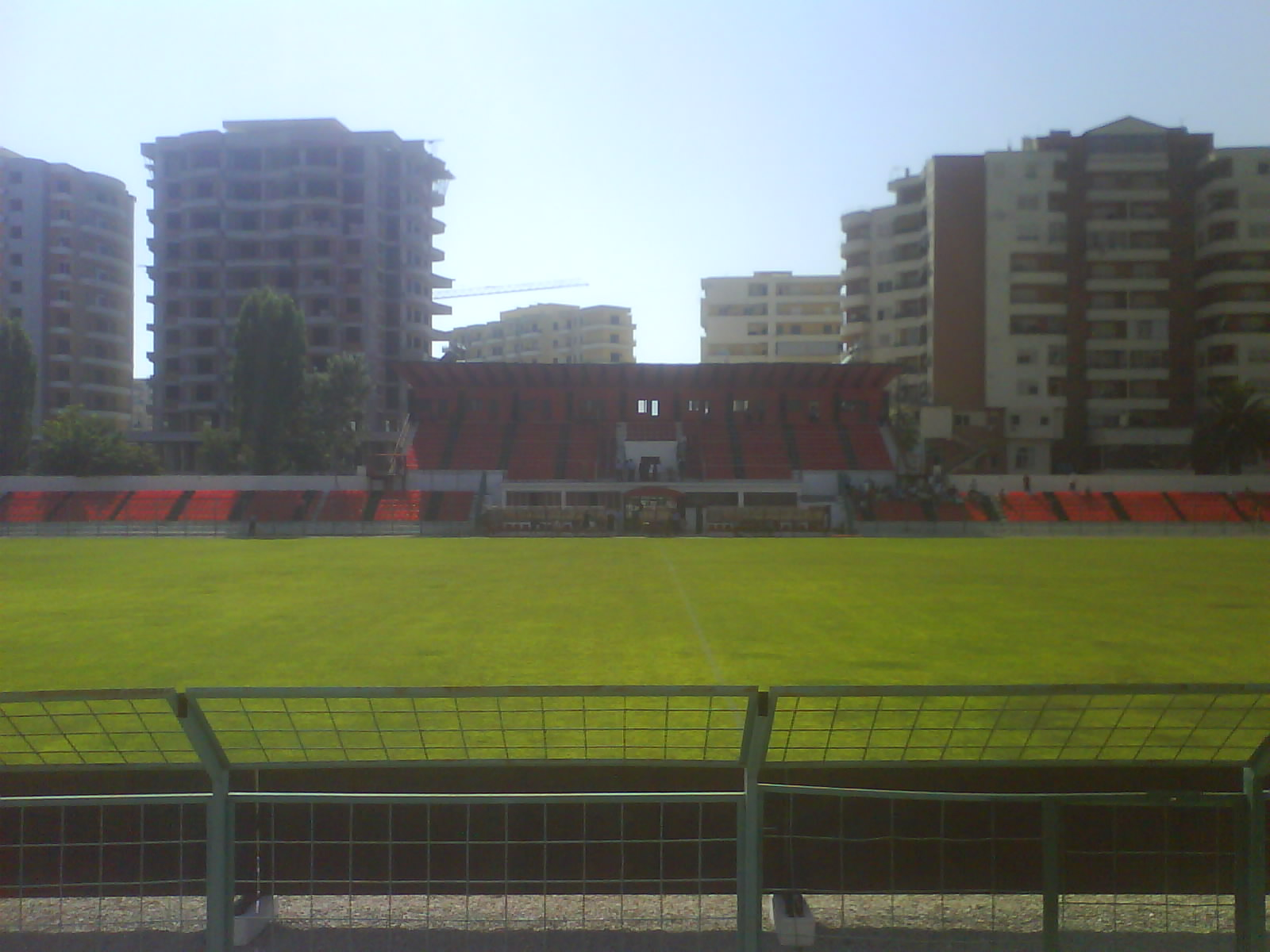
Tribuna principal.
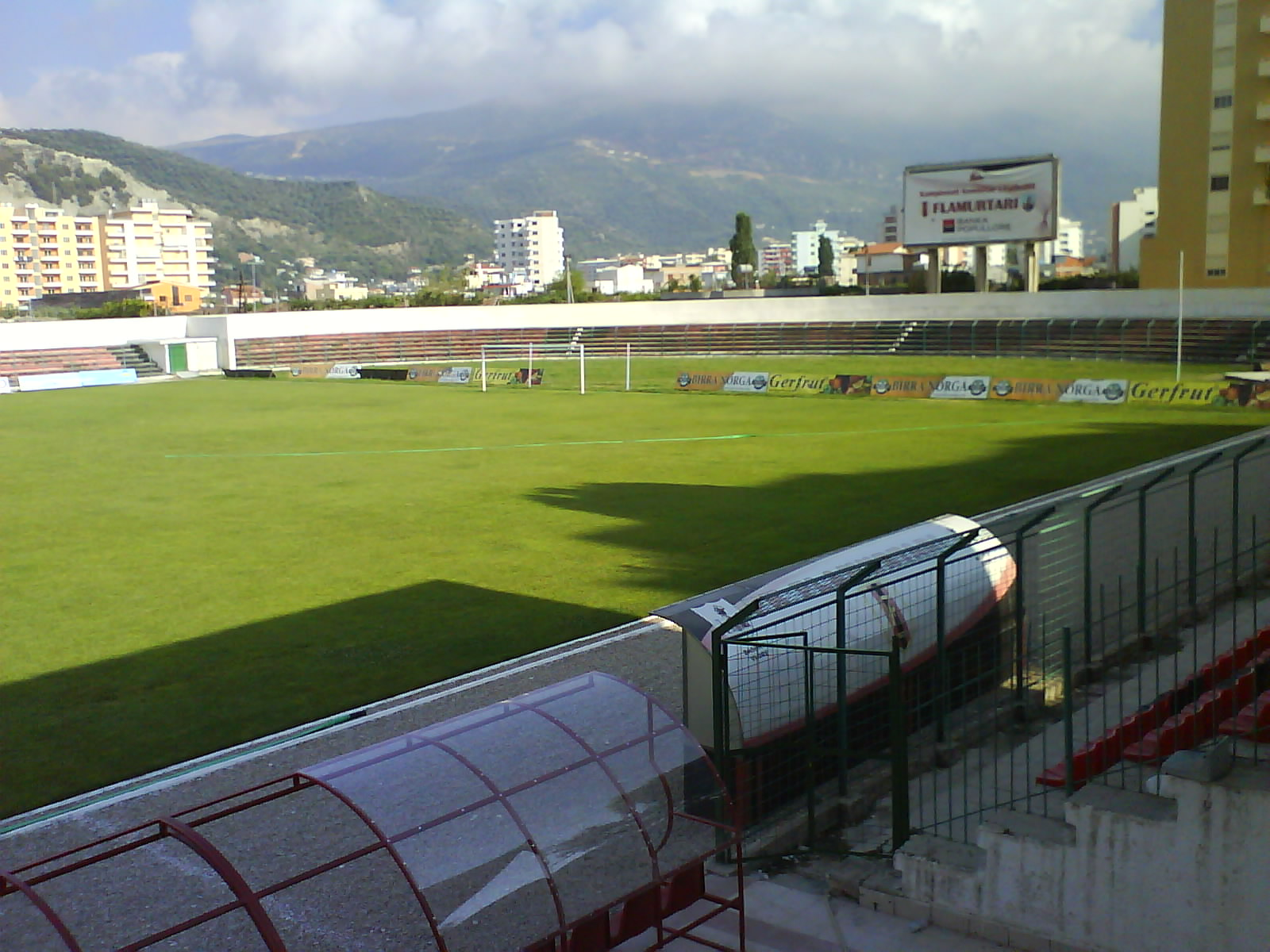
Tribuna sur.